# Verständlichkeit
Verständlichkeit ist im kommunikativen Handeln eine Grundbedingung dafür, dass etwas verstanden werden kann.
Sie ist bei einem Sprechakt erfüllt, wenn die vom Sprecher beabsichtigte Mitteilung einem Hörer in solcher Form übermittelt wurde, dass der sie verstehen konnte. Dem Sprecher kann dies nur anhand der Reaktion des Hörers deutlich werden. Gemeinhin unterstellt ein Sprecher ein Verständnis der gebrauchten Ausdrücke. Bei Unverständnis fordert ein Hörer den Sprecher in der Regel zu Erklärungen auf.
Verständlichkeit ist damit abhängig einerseits von Absichten der Sprechenden und andererseits von Auffassungen der Hörenden sowie außerdem von jenen Formen und Mitteln, die zur Vermittlung der Mitteilung genutzt werden. Dementsprechend wird der Begriff Verständlichkeit nicht nur für gesprochene Rede gebraucht, sondern ähnlich bei Geschriebenem, Grafiken, Gemälden, Gesten und anderen Gestaltungen, die als Ausdruck zu verstehen sind.

## Begriff
Verständlichkeit ist relativ. Sie hängt nicht nur davon ab, was Sender senden wollen und wie sie es verständlich machen können; sondern auch davon, was Empfänger empfangen mögen und wie sie es verstehen können.
Die Verständlichkeit einer Nachricht lässt sich verbessern nach Rückmeldung, so beispielsweise die Verständlichkeit von Lehrmaterial beim E-Learning nach Usability-Test (siehe auch didaktische Reduktion und Informationsdesign). Besser noch können Interessen, Vorwissen und Bereitschaft zum Gedankengang bei einer Wissensvermittlung berücksichtigt werden mit Zuwendung, Kennenlernen und Vermögen zur Empathie. So gilt als guter Lehrender, wer „jemanden dort abholt, wo er steht“ und wer jemandem dazu verhilft, selbst weiterzugehen.
Der mit dem Ausdruck Verständlichkeit bezeichnete Begriff ist nicht einheitlich definiert. Im engen Sinn wird er auf sprachliche Äußerungen eingeschränkt. In diesem Sinn ist eine Mitteilung verständlich, wenn ihr Inhalt vom Zuhörer oder Leser so verstanden werden kann, wie der Sprecher oder Schreiber es gemeint hat. Mit abnehmender Verständlichkeit wird die Mitteilung unvollständig und ihr Inhalt fehlerhaft oder gar nicht aufgenommen.
Im weiteren Sinn kann der Begriff über gedankliche Mitteilungen hinaus auch auf seelische Zustände und Vorgänge oder auf soziale Situationen und Prozesse bezogen werden. So kann ein emotionaler Ausdruck oder eine soziale Aktion für Teilnehmende oder Anteilnehmende verständlich sein, während es beispielsweise unbeteiligten Beobachtern ohne Einfühlungsvermögen unverständlich bleibt.
Insofern spielt Verständlichkeit bei der Verständigung zwischen Menschen, Gruppen, Organisationen und Völkern eine bedeutende Rolle. Dies gilt nicht allein für Vorgänge des Lernens oder der Wiedergabe und Weitergabe von Wissen. Verständlichkeit ist ebenso wichtig für den Nachvollzug persönlicher oder kultureller Beweggründe sowie für eine soziale und politische Teilhabe.

## Gesprochene Sprache
Die Verständlichkeit von gesprochener Sprache hängt ab von der akustischen und von der inhaltlichen Verständlichkeit.
- Zur akustischen Verständlichkeit gehören die Lautstärke, die stimmliche Deutlichkeit der Aussprache und die lautliche Erkennbarkeit des Tonfalls.

- Zur inhaltlichen Verständlichkeit gehört die Wortwahl, die korrekte Grammatik, der Satzaufbau und anderes mehr.

## Geschriebene Sprache
Textverständlichkeit meint die inhaltliche Verständlichkeit von schriftlichen Botschaften. Betrachtet werden Textinhalt, Textaufbau (Gliederung), Textgestaltung (Typografie) und Textpräsentation (stilistische Gestaltung). Bewertet werden Einfachheit, Gliederung und Aussagekraft.
- Das Hamburger Verständlichkeitskonzept versucht, die Verständlichkeit von Texten, Veröffentlichungen oder sonstigen Botschaften zu erfassen.
- Ein Bild sagt mehr als tausend Worte ist eine Metapher für den Mehrwert von Bildern gegenüber ausschließlichem Text.

## Kurioses
Die klassische deutsche Psychiatrie kannte in den 1970er-Jahren „Verständlichkeit“ als Kriterium zur Unterscheidung zwischen Neurose und Psychose. Die Psychose wurde als für Außenstehende unverständliche und uneinfühlbare seelische Störung angesehen. Die Neurose hingegen erschien „verständlicher“.